# Dorade-Lüfter

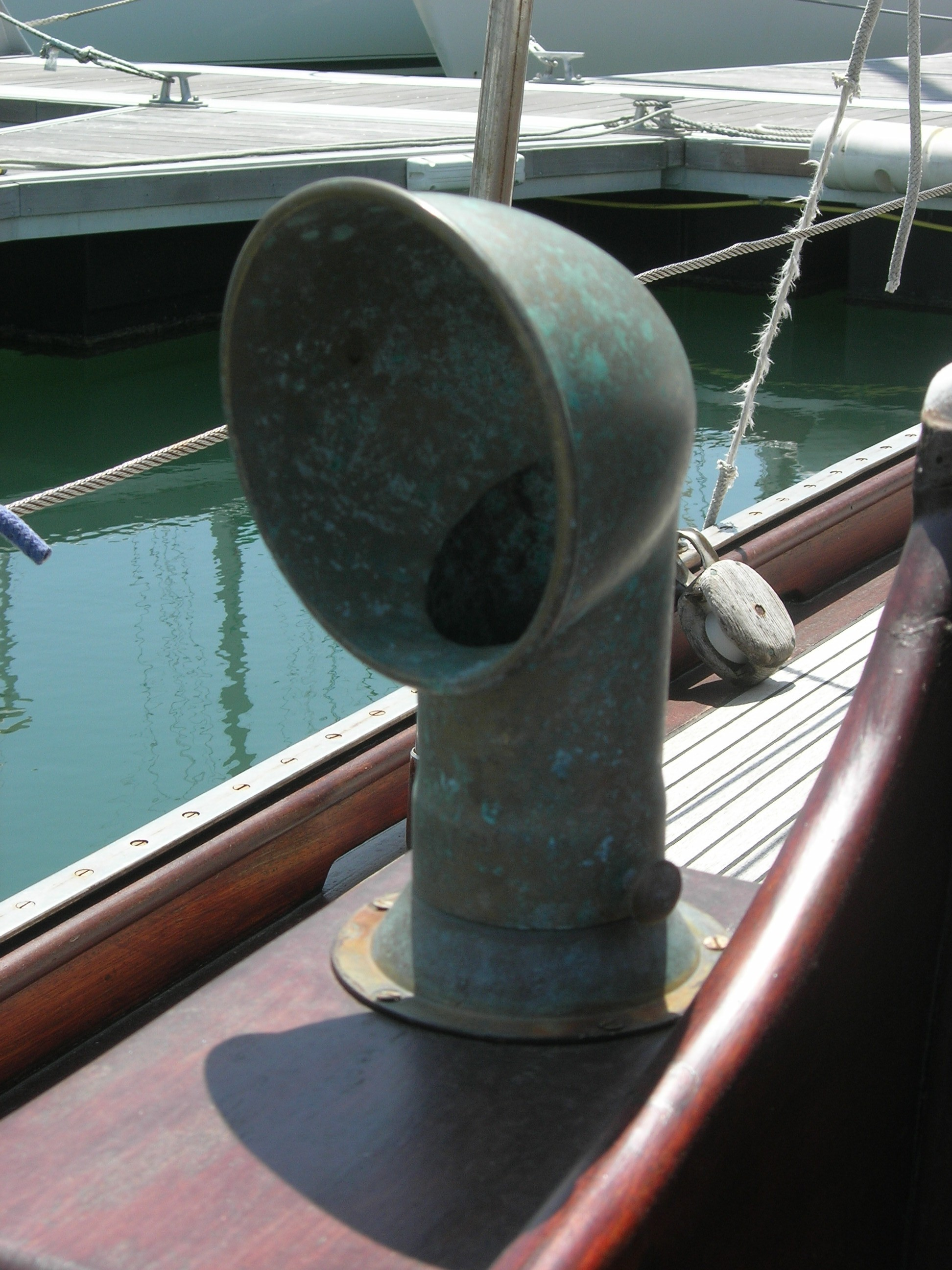
Dorade-Lüfter

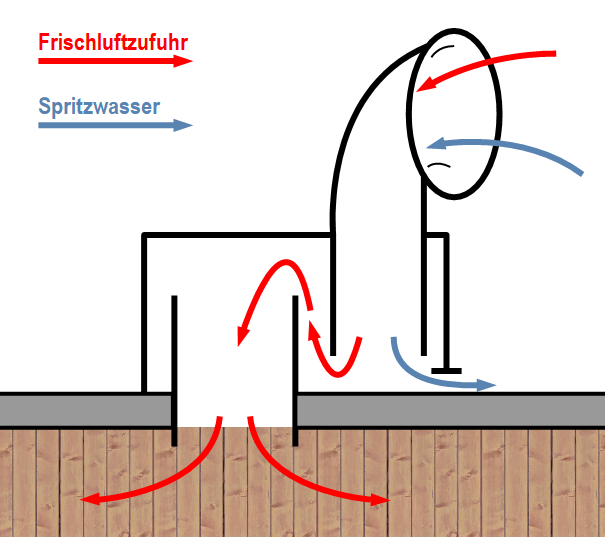
Querschnitt

Der Dorade-Lüfter ist ein Ausrüstungsteil, das zur Belüftung des Innenraums von Schiffen und Yachten verwendet wird. Dieser spezielle Lüfter verhindert, dass mit der frischen Luft auch Wasser ins Schiff dringt. Benannt ist er nach der 1930 gebauten Segelyacht Dorade, auf der er zum ersten Mal eingesetzt wurde. Entworfen wurde der wasserabscheidende Lüfter vom Amerikaner Rod Stephens.

## Konstruktion
Die Luft strömt durch eine drehbare Windhutze (Lüfterkopf) in einen länglichen Kasten. Der durch das Deck in den Innenraum führende Lüftungskanal befindet sich nicht direkt unter der Hutze, sondern ist seitlich versetzt und ragt über die Deckoberkante hinaus. Durch diese Schikane, die der Luftstrom passieren muss, wird erreicht, dass mit dem Luftstrom eingedrungenes Spritzwasser abgeschieden wird und so nicht in den Innenraum gelangen kann. Durch kleine Öffnungen im Lüfter im Bereich der Hutze kann das abgeschiedene Wasser zum Deck abfließen.

## Funktion
Die Lufthutze wird in den (Fahrt-)Wind gedreht, sodass Frischluft in die Innenräume gedrückt wird. Durch Verwendung eines zweiten Dorade-Lüfters, dessen Lufthutzenstellung gegenüber der ersten um 180° gedreht ist und der aus aerodynamischen Gründen eine Saugwirkung entfaltet, entsteht zwischen den beiden Lüftern im Schiffsinnenraum eine gewünschte Luftzirkulation.